# 8161 Ньюман
8161 Ньюман (8161 Newman) — астероїд головного поясу, відкритий 19 серпня 1990 року.
Тіссеранів параметр щодо Юпітера — 3,179.